# Turnix
Turnix är det dominerande släktet i familjen springhöns inom ordningen vadarfåglar. Släktet omfattar 17 arter med utbredning från Afrika till Australien:
- Gulbent springhöna (T. tanki)
- Gråryggig springhöna (T. maculosus)
- Bandad springhöna (T. suscitator)
- Fläckig springhöna (T. ocellatus)
- Springhöna (T. sylvaticus)
- Mindre springhöna (T. velox)
- Rödbröstad springhöna (T. pyrrhothorax)
- Luzonspringhöna (T. worcesteri)
- Sumbaspringhöna (T. everetti)
- Savannspringhöna (T. nanus)
- Kapspringhöna (T. hottentottus)
- Rostryggig springhöna (T. castanotus)
- Beigebröstad springhöna (T. olivii)
- Brokspringhöna (T. varius)
- Nyakaledonienspringhöna (T. novaecaledoniae) – möjligen utdöd
- Svartbröstad springhöna (T. melanogaster)
- Madagaskarspringhöna (T. nigricollis)

Tidigare förekom även springhönan även i Europa (Spanien), men betraktas där numera som utdöd.